# Sevasti Qiriazi
Sevasti Qiriazi (també coneguda com a Sevasti Qiriazi-Dako), Bítola, 24 de febrer de 1871 - Tirana, 30 d'agost de 1949, va ser una mestra i activista albanesa, pionera de l'educació femenina albanesa.

## Biografia
Sevasti era membre de la família patriòtica Qiriazi (Kyrias), de Monastir, avui Macedònia del Nord. L'escriptor i editor albanès Naim Frashëri va facilitar que Sevasti estudiés en el Robert College de Constantinoble, una escola americana, cosa que li va permetre assolir el seu propòsit: formar-se per ajudar en l'educació de les dones albaneses. Va ser la primera dona albanesa a estudiar en la institució estatunidenca, i hi acabà la formació al juny de 1891. En tornar a l'otomana Albània, va contribuir en la primera reobertura de l'escola albanesa a Korçë el 1891, juntament amb el seu germà, el predicador protestant Gjerasim Qiriazi.
L'escola encara es coneixia amb el nom de la família Qiriazi (Kyrias) fins i tot després de la Primera Guerra Mundial. Totes dues germanes Qiriazi van participar al Congrés d'Elbasan i Manastir, amb l'objectiu d'organitzar la creació de llibres de text escolars. Va publicar una gramàtica per a les escoles primàries (Bítola, 1912) i va editar un llibre d'història com a llibre de text.
L'any 1914, pels conflictes amb Grècia, es va haver de traslladar a Romania i d'allí va emigrar als Estats Units juntament amb el seu marit, Christo Anastas Dako, periodista, escriptor i polític, i la seva germana Parashqevi. Allà va col·laborar amb el periòdic quinzenal Morning Star. Christo Anastas Dako aviat obriria la primera escola als Estats Units.

Sevasti Qiriazi va tornar a Albània a principis de la dècada de 1920, per fundar i més endavant dirigir la institució femenina anomenada Kyrias (el seu cognom) a Tirana i Kamëz, en cooperació amb la seva germana Parashqevi i Dako. L'escola va marcar l'inici de l'educació laica al país, que havia estat en els cinc segles anteriors sota la submissió otomana.
L'escola funcionà durant anys en condicions difícils, com la pobresa, els prejudicis contra l'educació femenina, la dificultat per obtenir llibres, l'oposició política de les autoritats otomanes locals i l'oposició política i eclesiàstica de l'Església ortodoxa grega. Malgrat aquestes circumstàncies desfavorables, l'escola va mantenir una matrícula mitjana anual de 47 estudiants entre 1891 i 1913, en què es va clausurar. També va rebre visitants importants, com Edith Durham el 1901 i Henry Brailsford el 1904.
Durant la Segona Guerra Mundial ella i la seva germana van ser empresonades i deportades en el camp Anhalteleger Dedinje, prop de Belgrad, per les unitats pronazis dirigides per Xhaferr Deva, per les seves opinions antifeixistes. Van tornar a Tirana després de la guerra.

## Llegat i reconeixement

Sevasti Qiriazi i Christo Dako, d'una publicació de 1913.

Les germanes Qiriazi són considerades a Albània les «mares de l'educació». Moltes institucions educatives en àrees poblades albaneses dels Balcans porten el seu nom. L'Organització de Dones Albano-Americanes (AAWO) a la ciutat de Nova York també es diu «Germanes Qiriazi».
L'any 1962, amb el 50è aniversari de la independència d'Albània, el règim comunista va reconèixer les contribucions de la família Qiriazi i va condecorar amb l'«Orde de la Llibertat» i l'ordre d'«Acció Patriòtica» quatre membres de la família Qiriazi, Gjerasimi, Gjergji, Sevastia i Parashqevia. Més endavant, Sevastia i Parashqevi van ser honorades amb el títol de «Mestra del poble», el màxim reconeixement als seus èxits educatius.
El 7 de març és el dia del mestre a Albània, en record de l'obertura de l'escola de la família Qiriazi aquest mateix dia de 1891.